# 472235 Zhulong
472235 Zhulong è un oggetto transnettuniano. Scoperto nel 2014, presenta un'orbita caratterizzata da un semiasse maggiore pari a 56,0228149 au e da un'eccentricità di 0,4158196, inclinata di 0,80808° rispetto all'eclittica.